# بیست و هشتمین دوره کتاب سال جمهوری اسلامی ایران
مراسم بیست و هشتمین دوره کتاب سال جمهوری اسلامی ایران در بهمن ۱۳۸۹ در تهران برگزار شد.

## برگزیدگان
| بخش               | شاخه           | عنوان کتاب                                           | پدیدآورنده(ها) | ناشر |
| ----------------- | -------------- | ---------------------------------------------------- | --- | ---- |
| کلیات             | فهرست‌نویسی     | فهرست نسخه‌های خطی کتابخانه عمومی آیت‌الله گلپایگانی   | ابوالفضل حافظیان و علی صدرایی‌نیا |      |
| فلسفه و روانشناسی | فلسفه اسلامی   | قواعد عقلی در قلمرو روایات                           | جواد خرمیان اصفهانی |      |
| دین               | علوم‌روایی      | نزهه الابصار و محاسن الآثار                          | تألیف: ابی الحسن علی بن مهدی الطبری المامطیری و تصحیح محمدباقر محمودی                                                                                            |      |
| دین               | فقه و اصول     | انیس المجتهدین (فی علم الاصول)                       | تألیف: محمدمهدی نراقی تصحیح: نعمت‌الله جلیلی و غلامرضا نقی، ولی‌الله قربانی                                                                                        |      |
| دین               | فقه و اصول     | فقه و مصلحت                                          | ابوالقاسم علیدوست |      |
| دین               | کلام           | موسوعه الامامه فی نصوص اهل السنه                     | تألیف: سید شهاب‌الدین مرعشی نجفی تصحیح: سید محمود مرعشی و محمد اسفندیاری                                                                                          |      |
| دین               | عرفان و تصوف   | مبانی و اصول عرفان نظری                              | سید یدالله یزدان‌پناه |      |
| دین               | ادیان دیگر     | ادبیات گنوسی                                         | تألیف: استوارت هالروید ترجمه: ابوالقاسم اسماعیل‌پور مطلق |      |
| علوم اجتماعی      | مدیریت         | دانشنامه کارآفرینی                                   | شورای علمی جهانگیر یداللهی فارسی و دیگران |      |
| زبان              | گویش‌های لهجه‌ای | فرهنگ توصیفی گونه‌های زبانی ایران                     | ایران کلباسی |      |
| علوم خالص         | فیزیک          | فیزیک مفهومی                                         | تألیف: پل جی. هیوئیت ترجمه: منیژه رهبر |      |
| علوم خالص         | زیست‌شناسی      | بوم‌شناسی: مطالعه تجربی توزیع و فراوانی               | تألیف: چارلز جی. کربز ترجمه: سید عبدالحسین وهاب‌زاده مرتضوی |      |
| علوم کاربردی      | پزشکی          | ژنتیک مولکولی پزشکی در هزاره سوم                     | تألیف: محمدرضا نوری دلویی |      |
| علوم کاربردی      | دامپزشکی       | بهداشت گوشت                                          | تألیف جوزف گریسی، دیوید س. کالینز، روبرت هیوی ترجمه: حمید خانقاهی ابیانه، نوردهر رکنی، جمیله سالارآملی، علی فضل‌آرا، یوسف قراچه‌داغی، محمدجواد قراگزلو و نگین نوری |      |
| هنر               | معماری         | مکان‌های عمومی، فضاهای شهری: ابعاد گوناگون طراحی شهری | مؤلفان: متیو کارمونا، تیم هیت، تنر اک و استیون تیسدل، ترجمه: فریبا قرائی فتح‌آبادی، مهشید شکوهی، زهرا اهری و اسماعیل صالحی                                        |      |
| هنر               | تربیت بدنی     | فیزیولوژی ورزشی                                      | تألیف ویلیام مک آردل، فرانک کچ، ویکتورکچ ترجمه: اصغر خالدان |      |
| ادبیات            | متون قدیم      | تاریخ بیهقی                                          | تألیف ابوالفضل محمد بن حسین بیهقی، تصحیح محمدجعفر یاحقی |      |